# جيمس روزفلت روزفلت
جيمس روزفلت روزفلت (بالإنجليزية: James Roosevelt Roosevelt)‏ هو دبلوماسي أمريكي، ولد في 27 مارس 1854 في نيويورك في الولايات المتحدة، وتوفي في 7 مايو 1927 في هايد بارك في الولايات المتحدة.